# Боковой базовый обтекатель

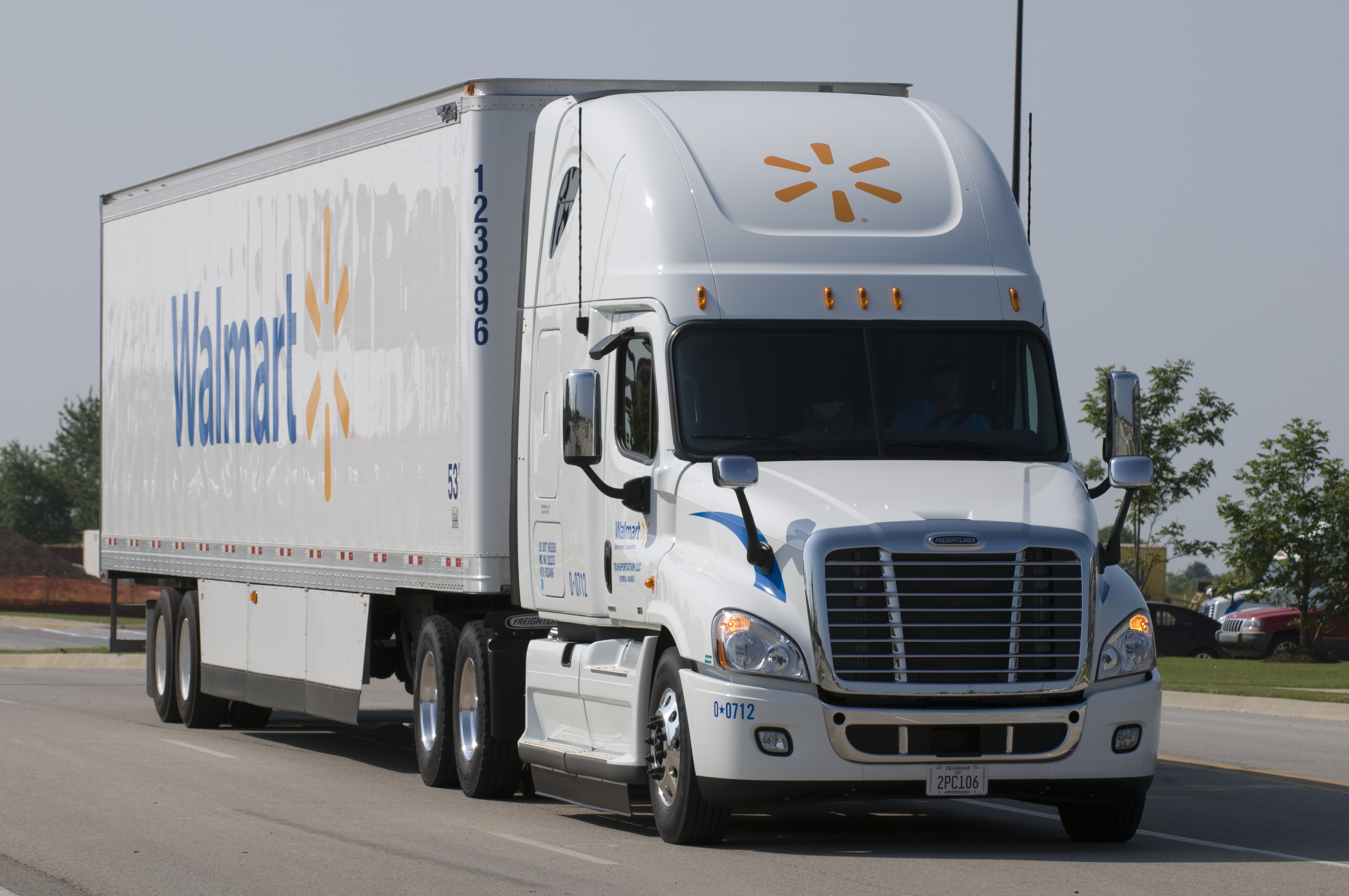
Полуприцеп с установленным на нём боковым базовым обтекателем

Боково́й ба́зовый обтека́тель — аэродинамическое устройство, применяемое на полуприцепах седельных автопоездов и представляющее собой фиксируемые к базе полуприцепа боковые панели. При использовании подобных обтекателей аэродинамическое сопротивление, вызываемое турбулентными потоками воздуха под базой прицепа, уменьшается, что приводит к большей эффективности работы двигателя тягача. Агентство по охране окружающей среды США признаёт подобного рода обтекатели эффективным средством снижения расхода топлива. По данным этой организации, применение боковых базовых обтекателей позволяет снизить потребление топлива на 4−7,5 % (в зависимости от скорости автопоезда и модели обтекателя), однако имеются и более высокие оценки (см. ниже).
В настоящее время боковые базовые обтекатели широко применяются в США (по некоторым оценкам, в 2014 году их использовало более 80 % компаний, занимающихся грузоперевозками).

## Устройство
Боковые базовые обтекатели представляют собой панели, фиксируемые к нижним краям базы полуприцепа и закрывающие просвет между передними и задними колёсами. Эти обтекатели производятся, как правило, из алюминия, пластика или стекловолокна; пластиковые обтекатели наиболее устойчивы к повреждениям. Обтекатели могут иметь модульное строение, что позволяет устанавливать их на прицепы различной длины. Масса обтекателей составляет 70-160 кг. Для установки подобных обтекателей требуется около 3-5 человеко-часов.

## Эффективность
По различным данным, использование боковых базовых обтекателей позволяет уменьшить расход топлива на 4-15 % (в зависимости от различных характеристик используемых моделей):
- По данным Агентства по охране окружающей среды США разные модели обтекателей экономят от 3 до 5 процентов топлива[2]. При этом совместное использование боковых базовых обтекателей с тыльными обтекателями повышает экономичность до 9 процентов.
- Исследование, проведённое SAE, показало, что боковые базовые панели уменьшают расход топлива не менее, чем на 4 %[7].
- Исследование, проведённое в Делфтском техническом университете, показало, что отдельные модели боковых базовых обтекателей позволяют сэкономить даже 15 процентов топлива[8].

В общем случае обтекатели с уменьшенным клиренсом дают бо́льшую экономию топлива. Отмечается, что грузовики, снабжённые боковыми базовыми обтекателями, более устойчивы к воздействию бокового ветра, а также дают меньше брызг.

## Стоимость
По состоянию на 2009 год стоимость боковых базовых обтекателей в Канаде составляла около 1500-3000 канадских долларов (1300—2700 долларов США). Срок окупаемости обтекателей оценивается в 7-18 месяцев (в зависимости от модели).